# 야코브 스베이스트루프
야코브 스베이스트루프(Jakob Sveistrup, 1972년 3월 8일 ~ )는 덴마크의 가수이다. 유로비전 송 콘테스트 2005에서 덴마크 대표로 참가했다.

## 앨범
- Jakob Sveistrup (2005)
- Fragments (2006)
- 3 (2007)
- Hope to Find (2009)
- Runaway (2012)
- 10: Back to Beginning (2015)